# Empacadora
Una empacadora o enfardadora es una máquina agrícola que tiene como único uso recoger el heno, avena, paja etc. y comprimirlo en pacas o fardos que finalmente se atan con un hilo especial.

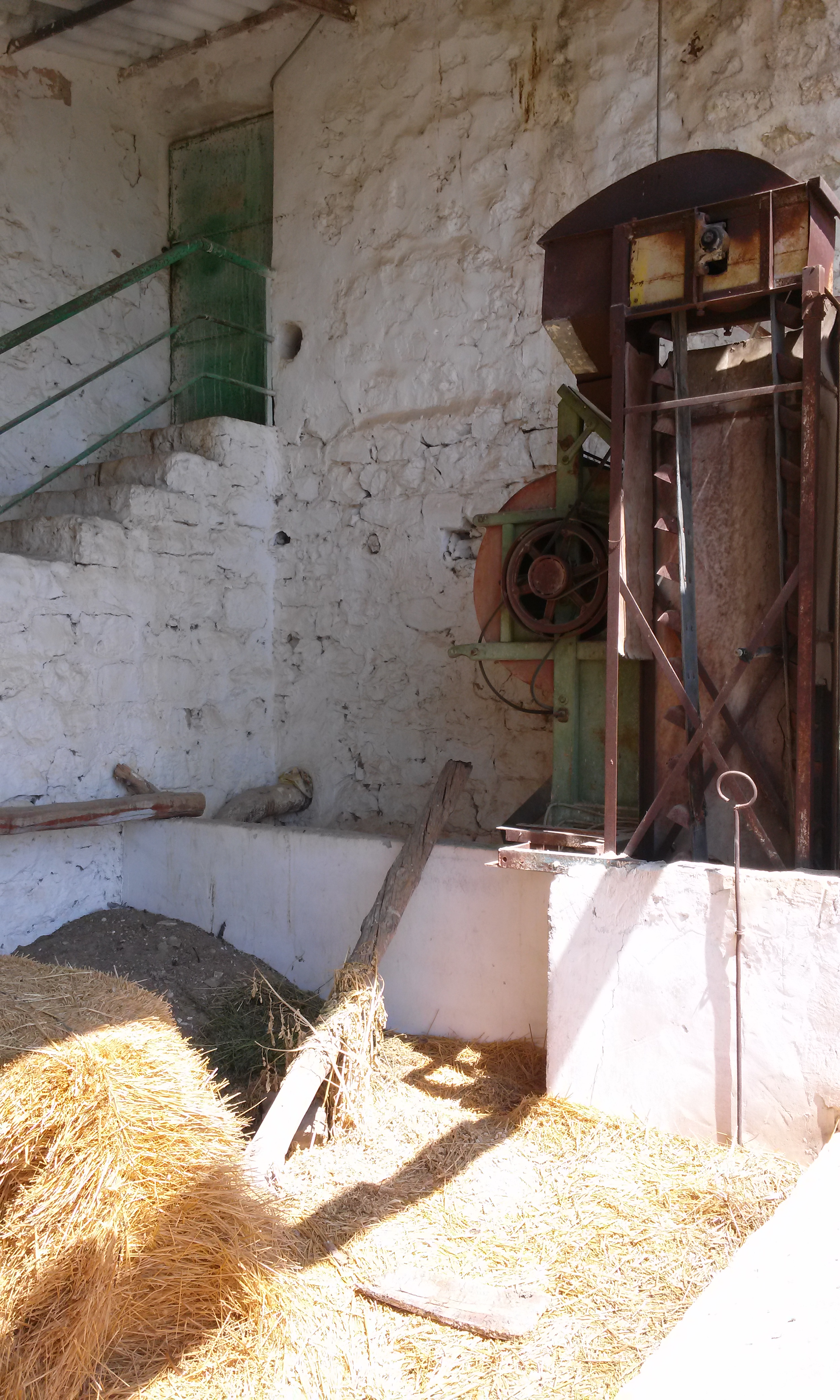
Empacadora de principios del

## Pasos antes de empacar
Antes de empacar o enfardar heno, o el material que se vaya a empacar, es necesario segar con una segadora, dejar secar el heno, pasar una estendedero o volteador (sirve para dar la vuelta al heno y que se seque por todos sus costados) y, más tarde, se empaca. Desde que se siega el heno hasta que se pueda empacar deben transcurrir al menos 3 días: en un día se siega, al día siguiente se voltea y al tercer día se hilera y  se empaca.

## Tipos

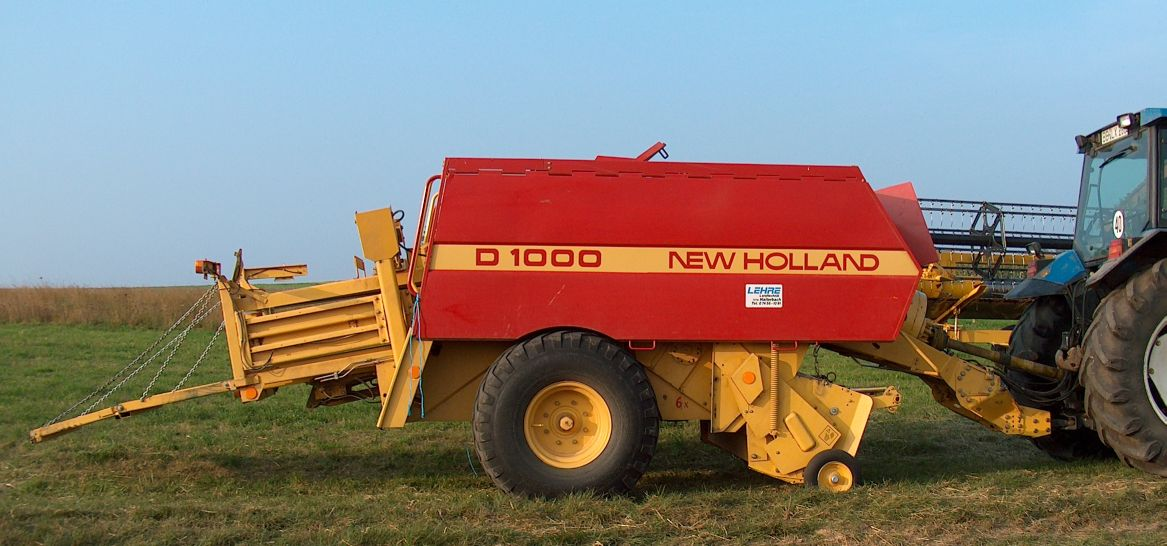
Empacadora de pacas rectangulares.

Actualmente hay en el mercado una gran variedad de henificadoras de todos los tamaños y marcas. Hay dos tipos principales: empacadoras de fardos prismáticos y rotoempacadoras o enrrolladoras de balas cilíndricas, conocidas como rulos o rollos, siendo estas últimas más utilizadas por su mayor capacidad de almacenamiento (una rotoempacadora de tamaño normal puede hacer una rulo de más de 400 kg). Las últimas son utilizadas principalmente para la recolección de heno verde, mientras que las empacadoras se utilizan para la hierba seca.

## Tipos de pacas
Hay principalmente dos tipos de pacas: pacas en seco y pacas en verde.

### Pacas en seco
Las pacas en seco son aquellas que se hacen usando heno secado al sol o bien con una deshidratadora. Este heno, al estar completamente seco y sin fermentaciones, puede ser usado en la alimentación de animales de cría.

### Pacas en verde
Son aquellas en las que el heno no se ha secado, sino que se ha empacado directamente en verde. Para hacer estas pacas, suelen utilizarse empacadoras de bola redonda. El procedimiento para hacerlas es mucho más complejo:
- Primero se siega el heno. Esta operación debe realizarse, a poder ser a última hora de la tarde o primera de la mañana.
- A continuación, el heno se empaca.
- Después, y ya que el heno está empacado en verde y por tanto aun conserva el agua, es necesario recubrir la paca con un plástico especial y usando una encintadora.

Durante todo el proceso, desde la siega hasta la operación de encintar no deben pasar más de 24 horas. Es una forma de ensilado. Antes de que se puedan usar las pacas, que una vez terminadas reciben el nombre de silos, deben pasar al menos tres meses, durante el cual la bola fermenta. A causa de esta fermentación, estas pacas no deben ser utilizadas para alimentar a crías de animales, sino en la alimentación de animales adultos.